# София (телевизори)
Вижте пояснителната страница за други значения на София.
„София“ е марка български телевизори, произвеждани между 1966 и 1986 – 7 г., в слаботоковия завод „Климент Ворошилов“ в София (по-късно – НПК по ДСТ „Климент Ворошилов“ София).
Под марката „София“ са излезли всичко 16 модела, като най-популярни са „София 81“ и „София 59“ от т.нар. I и III модификация. „София“ е на второ място след „Велико Търново“ по брой на произведените модели.

## Модели
- София`81 – Ц, 66 см, кинескопи Филипс (A66-510X), Videocolor, Valvo и други.
- София`82 – Ц, 66 см, кинескопи Тошиба
- София`83 – Ц, 56 см, кинескопи Унитра
- София`84 – Ц, 67 см, кинескопи Тошиба
- София`85 – Ц, 42 см, кинескопи Тошиба
- София 31 – Ч-Б, 31 см, кинескопи 31ЛК3Б
- София 21 – Ч-Б, 59 см, кнескопи 59ЛК2Б, 61ЛК3Б
- София 22 – Ч-Б, 50 см, кинескопи 50ЛК2Б
- София 11 – Ч-Б, 59 см, кинескопи 59ЛК2Б
- София 59 от I модификация – Ч-Б, 59 см, кинескопи WF B59G1, 59ЛК1Б
- София 59 от II модификация – Ч-Б, 59 см, кинескопи 59ЛК1Б, 59ЛК2Б
- София 59 от III модификация – Ч-Б, 59 см, кинескопи 59ЛК1Б, 59ЛК2Б
- София 59 от IV модификация – Ч-Б, 59 см, кинескопи 59ЛК1Б, 59ЛК2Б
- София 59 от V модификация – Ч-Б, 59 см, кинескопи 61ЛК3Б
- София 53 – Ч-Б, 53 см, кинескопи Тесла (53QQ-44)